# Amphoe So Phisai
Amphoe So Phisai (Thai: อำเภอ โซ่พิสัย) ist ein thailändischer Landkreis (Amphoe – Verwaltungs-Distrikt) in der Provinz Bueng Kan. Die Provinz Bueng Kan liegt im Norden der Nordostregion von Thailand, dem so genannten Isan.

## Geographie
Amphoe So Phisai grenzt an die folgenden Landkreise (von Westen im Uhrzeigersinn): an die Amphoe Fao Rai und Rattanawapi in der Provinz Nong Khai, an die Amphoe Pak Khat, Mueang Bueng Kan und Phon Charoen in der Provinz Bueng Kan, sowie an Amphoe Ban Muang der Provinz Sakon Nakhon.

## Geschichte
So Phisai wurde am 1. März 1972 zunächst als „Zweigkreis“ (King Amphoe) eingerichtet, indem die drei Tambon So, Si Chomphu und Nong Phan Tha vom Amphoe Phon Phisai abgetrennt wurden. 
Am 12. April 1977 wurde er zum Amphoe heraufgestuft.

## Verwaltung

### Provinzverwaltung
Der Landkreis So Phisai ist in sieben Tambon („Unterbezirke“ oder „Gemeinden“) eingeteilt, die sich weiter in 95 Muban („Dörfer“) unterteilen.
| Nr. | Name          | Thai     | Muban | Einw.  |
| --- | ------------- | -------- | ----- | ------ |
| 01. | So            | โซ่       | 18    | 16.838 |
| 02. | Nong Phan Tha | หนองพันทา | 12    | 08.808 |
| 03. | Si Chomphu    | ศรีชมภู    | 16    | 12.696 |
| 04. | Kham Kaeo     | คำแก้ว    | 13    | 09.879 |
| 05. | Bua Tum       | บัวตูม     | 14    | 09.506 |
| 06. | Tham Charoen  | ถ้ำเจริญ   | 12    | 08.157 |
| 07. | Lao Thong     | เหล่าทอง  | 10    | 05.492 |

### Lokalverwaltung
Es gibt eine Kommune mit „Kleinstadt“-Status (Thesaban Tambon) im Landkreis:
- So Phisai (Thai: เทศบาลตำบลโซ่พิสัย), bestehend aus Teilen des Tambon So.

Außerdem gibt es sieben „Tambon-Verwaltungsorganisationen“ (องค์การบริหารส่วนตำบล – Tambon Administrative Organizations, TAO):
- So (Thai: องค์การบริหารส่วนตำบลโซ่)
- Nong Phan Tha (Thai: องค์การบริหารส่วนตำบลหนองพันทา)
- Si Chomphu (Thai: องค์การบริหารส่วนตำบลศรีชมภู)
- Kham Kaeo (Thai: องค์การบริหารส่วนตำบลคำแก้ว)
- Bua Tum (Thai: องค์การบริหารส่วนตำบลบัวตูม)
- Tham Charoen (Thai: องค์การบริหารส่วนตำบลถ้ำเจริญ)
- Lao Thong (Thai: องค์การบริหารส่วนตำบลเหล่าทอง)